# Carphina assula
Carphina assula là một loài bọ cánh cứng trong họ Cerambycidae.